# Myrmarachne chickeringi
Myrmarachne chickeringi är en spindelart som beskrevs av Galiano 1969. Myrmarachne chickeringi ingår i släktet Myrmarachne och familjen hoppspindlar. Inga underarter finns listade i Catalogue of Life.